# Сянківська сільська рада
Сянківська сільська рада — колишній орган місцевого самоврядування у Турківському районі Львівської області. Адміністративний центр — село Сянки.

## Загальні відомості
Сянківська сільська рада утворена в 1991 році. Водоймища на території, підпорядкованій даній раді: річка Сян.

## Населені пункти
Сільській раді підпорядковані населені пункти:
- с. Сянки
- с. Беньова

## Склад ради
Рада складається з 14 депутатів та голови.

### Керівний склад попередніх скликань
| ПІБ                        | Основні відомості                                                                                          | Дата обрання | Дата звільнення |
| -------------------------- | --- | ------------ | --------------- |
| Василечко Степан Іванович  | Сільський екс-голова, 1962 року народження, освіта вища, член Конгресу Українських Націоналістів           | 26.03.2006   |                 |
| Бабунич Степан Миколайович | Сільський голова 1978 року народження, освіта професійно-технічна, безпартійний, місце проживання: с.Сянки | 26.10.2015   |                 |

Примітка: таблиця складена за даними джерела